# Chrysso ecuadorensis
Chrysso ecuadorensis är en spindelart som beskrevs av Claude Lévi 1957. Chrysso ecuadorensis ingår i släktet Chrysso och familjen klotspindlar. Inga underarter finns listade i Catalogue of Life.